# Генсбур: Херојски живот
Генсбур: Херојски живот је француски драмски филм из 2010. који је написала и режирала Џоан Сфар. То је биографски филм о француском певачу Сержу Генсбуру .

## Радња
Филм прати подвиге озлоглашеног музичара Сержа Генсбура од његовог одрастања у Француској окупираној нацистима, преко његовог успона до славе и љубавних афера са Жилијет Греко, Брижит Бардо и Џејн Биркин до његовог каснијег експериментисања са регеом на Јамајци. Такође укључује више елемената фантазије, од којих је најзначајнији лик који се зове „Шалга“, анимирано Генсбурово претеривање које делује као његова савест (или антисавест) у кључним тренуцима у Генсбуровом животу. Филм такође укључује многе Генсбурове познатије песме, које служе као звучна подлога за филм и често служе као елементи заплета.

## Глумци
| Глумац            | Улога                       |
| ----------------- | --------------------------- |
| Ерик Елмоснин     | Серж Генсбур                |
| Луси Гордон       | Џејн Беркин                 |
| Летиција Каста    | Брижит Бардо                |
| Сара Форестиер    | Франс Гал                   |
| Филип Катерин     | Борис Вијан                 |
| Клод Шаброл       | Гензбуров музички продуцент |
| Кејси Мотет Клајн | млади Генсбур               |

## Продукција
Џоан Сфар је изнео своје намере: „Не радим класичну романтизовану биографију у стилу Живот у ружичастом. […] У филм доносим свој универзум стрипова — са луткама, песмама, поезијом и костимима — да бих илустровао своју личну визију Гензбурових фантазија.”

### Кастинг
Сфар почиње да ради на филму са Шарлот Генсбур у улози њеног оца. Али она одустаје од глуме и он на крају нађе глумца који ће играти Генсбура.
Ерик Елмоснино добија насловну улогу. Он такође објашњава глумачку екипу: „Упознао сам Џоан Сфар. […] Питао ме је да ли певам, да ли сам музичар. Рекао сам му не. И даље ми је понудио да радим на сцени са Жулијет Греко. Морао сам да му отпевам. Било је смешно. Пошто ме је ухватила трема, натерао сам их да помисле на Генсбур из 60-их, када је стигао у Греко; био је у својим малим ципелицама и отпевао јој је”. Глумац каже да није био обожаватељ певача пре снимања и признаје да је то незгодна улога.

## Критички одговор
Филм је добио мешовите до позитивне критике. Агрегатор рецензија Rotten Tomatoes извештава да је 73% од 78 критичара дало филму позитивну рецензију, са просечном оценом од 6,2/10. Консензус сајта гласи: „Можда је танко написано и неуредно направљено, али је такође прикладно гламурозан и интензиван – и снажно вођен задивљујућим перформансом Ерика Елмоснина“. .  Метакритик је филму дао оцену 58 од 100, на основу 26 критичара, што указује на „мешовите или просечне критике“. 
Кенет Туран из Лос Анђелес Тајмса уживао је у филму:
| „ | Неконвенционалан, маштовит, ништа ако не и смео, „Генсбур: Херојски живот“ је портрет креативности изнутра, озбиљан, али разигран покушај да се пронађе уметнички начин да се каже емотивна истина... живот писца песама је херојски јер је живео дубоко у својој машти и водио сталну борбу са личним демонима који су делили тај простор са њим... Последња реч сценаристе Сфара о његовом тешком, фасцинантном човеку је „Више волим његове лажи него његову истину“, његове снове него његове стварност. Није тешко схватити зашто. | ” |

Други критичари су имали алтернативна мишљења, као што је АО Скот из Њујорк тајмса :
| „ | Толико најбољег и најгорег у Генсбуру — провокатор емисије ћаскања и харизматични извођач — може се наћи на интернет видео сајтовима, због чега се чини помало сувишним. Његови упади у његов приватни живот, укључујући кратку, интензивну аферу са госпођом Бардо и дугу, бурну везу са госпођом Биркин, више су послушни него откривајући. И како се може очекивати да се госпођа Каста и госпођа Гордон, обе спретне глумице (и прилично лепе), мере са богињама из стварног живота чије слике остају свеприсутне и неодољиве? Лутке и музика чине занимљивим, али је и визуелно ужурбан и нема ни драматичан интензитет ни задивљујући увид који би га могао извући из пешачког подручја биографског филма којима се диви. | ” |

## Признања
Филм је 25. фебруара 2011. добио 3 награде Сезар, укључујући награду Сезар за најбољег глумца за Ерика Елмоснина, награду Сезар за најбољи први дугометражни филм за Џоан Сфар и награду Сезар за најбољи звук. Такође је добио додатних 8 номинација.